# Dúngal mac Selbaig
Dúngal mac Selbaig (fl. VIII secolo) ha regnato sulla Dál Riata dal 723 al 726, salendo sul trono dopo l'abdicazione del padre Selbach mac Ferchair, che entrò in monastero. Il suo potere terminò a seguito dell'ascesa di Eochaid mac Echdach dei Cenél nGabráin.

## Biografia
Il poema medievale Duan Albanach definisce Dúngal l'Impetuoso e afferma che regnò per sette anni. Sembra che abbia poi continuato a regnare sui Cenél Loairn, tant'è che avrebbe condotto spedizioni nel 731 contro Tairpert Boitir, forse Tarbert nel Loch Fyne, che si trovava nelle terre dei Cenél nGabráin. Nel 733 gli Annali dell'Ulster affermano che Dúngal profanò Tory Island per rimuovere dal potere Bruide, che sarebbe stato figlio di Óengus mac Fergusa dei Pitti. Viene poi detto che Muiredach mac Ainbcellaig, cugino di Dúngal, divenne re dei Cenél Loairn. Nel 734 scappò in Irlanda per sfuggire a Óengus. Tornò poi in Scozia, dove fu catturato da Óengus nel 736 insieme al fratello Feredach. Da questo momento non si sa più nulla su di loro.

## Fonti
- The Annals of Ulster in CELT (translated)